# マンションの建替え等の円滑化に関する法律
マンションの建替え等の円滑化に関する法律（マンションのたてかえとうのえんかつかにかんするほうりつ、平成14年6月19日法律第78号）は、マンションの建て替え促進に関する日本の法律である。略称はマンション建替え等円滑化法、マンション建替法など。
法令番号は平成14年法律第78号、2002年（平成14年）6月19日に公布され、同年12月18日に施行された。
この法律は、マンションの建替えに関する手順などを迅速に進めることを目的とした法律である。また、建て替え対象となるマンションの定義もこの法律で定められており、その対象である限り適用される。

## 成立の背景と制度の概要
多数の権利者がいるマンションの建替えに当たっては、反対者がいるために事業が進まないケースが多発していた（例：同潤会アパートの建替えなど）。区分所有法の改正（1983年）により、建替え決議の規定（5分の4以上の同意で建替え決議が可能）が設けられていたが、実施例がほとんどなく、実効性に乏しかった。このため、建替えを円滑に進めるために本法が制定された。
建替え決議を行い、知事の認可を得ることで建替組合が設置される。建替組合が実施する建替え事業では都市再開発法による再開発事業と同様に権利変換を行うことになる。抵当権の付け替えなど、登記手続きを建替組合が一括して行う（ただし再開発事業とは異なり、公共事業ではないため、土地収用法は適用されない。反対者には売渡し請求を行い、最終的には民事訴訟で明渡しを求めることになる。）。またディベロッパーなどが建替組合に参加することも可能である。
マンション建替法以外の建替え手法（等価交換方式など）についてはマンション建替えを参照。

## 2014年の改正
2011年（平成23年）の東日本大震災を受けて、2014年（平成26年）6月25日に一部が改正され、12月24日に施行された。耐震性不足の認定を受けたマンションの建替えが円滑に行えるようにマンション敷地売却制度（保留敷地の処分）、容積率の緩和特例の制度が創設された。
なお、この際に制定題名の「マンションの建替えの円滑化等に関する法律」から「マンションの建替え等の円滑化に関する法律」に改正された。

## 概要
- 第1章 総則
- 第2章 マンション建替事業
- 第3章 除去する必要のあるマンションに係る特別の措置
- 第4章 マンション敷地売却事業
- 第5章 雑則
- 第6章 罰則
- 附則

## 建て替え事例
マンション建替えを参照。